# بياوش

شعار البلدية

بياوش أو بايو (Bayeux) بلدية فرنسية تقع في إقليم كَلفادُس التابع لمنطقة نُرمندية شمال غرب فرنسا.
ذكرها الإدريسي: «ويلي أرض إفرنسية في جهة الشمال إلى ساحل البحر أرض نرمندية وبها من قواعد البلاد بياوش وإبراوش وبنطيز ورطوماغش وديابة وقام وقسطنس وبها قرى كثيرة وعمارات متصلة. فاما مدينة بياوش فهي مدينة جليلة حسنة عامرة كثيرة الخصب والخير ومنها في الشرق إلى مدينة إبراوش خمسة عشر ميلا وإبراوش مدينة حسنة حصينة خصيبة وافرة الخيرات عامرة الجهات»

## معرض صور

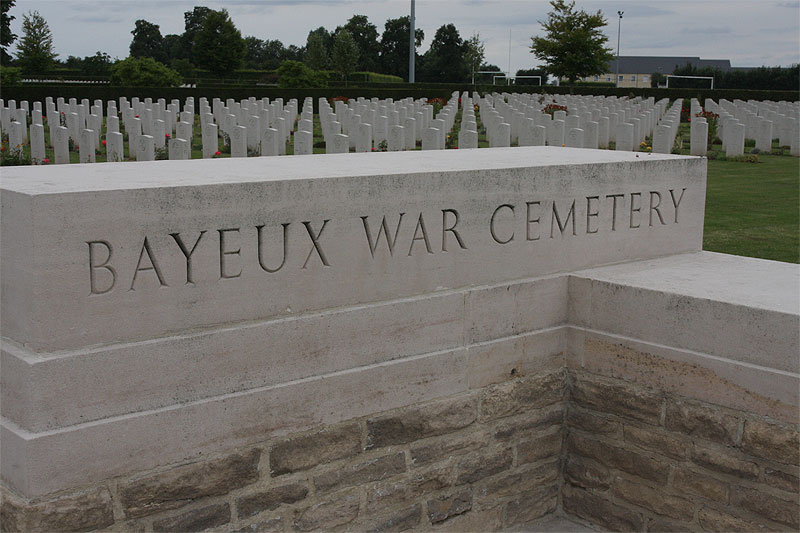
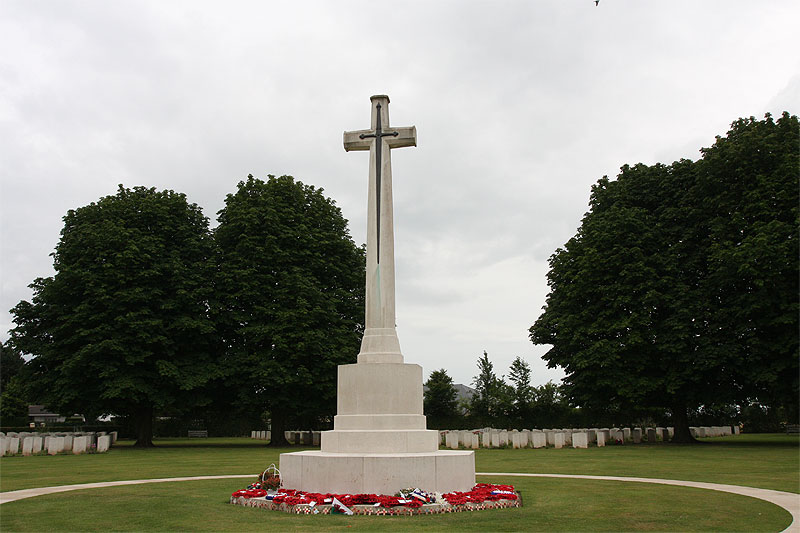
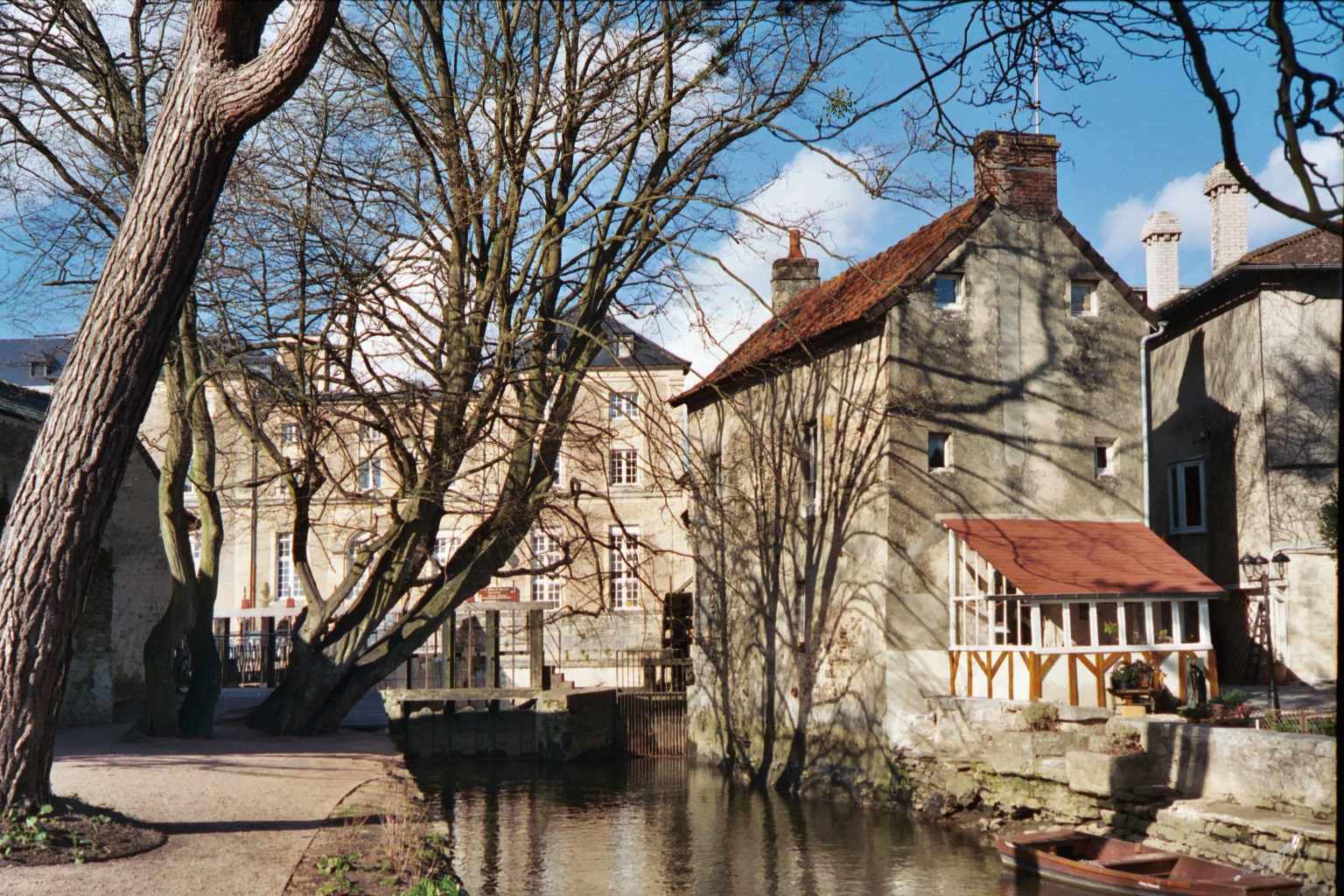
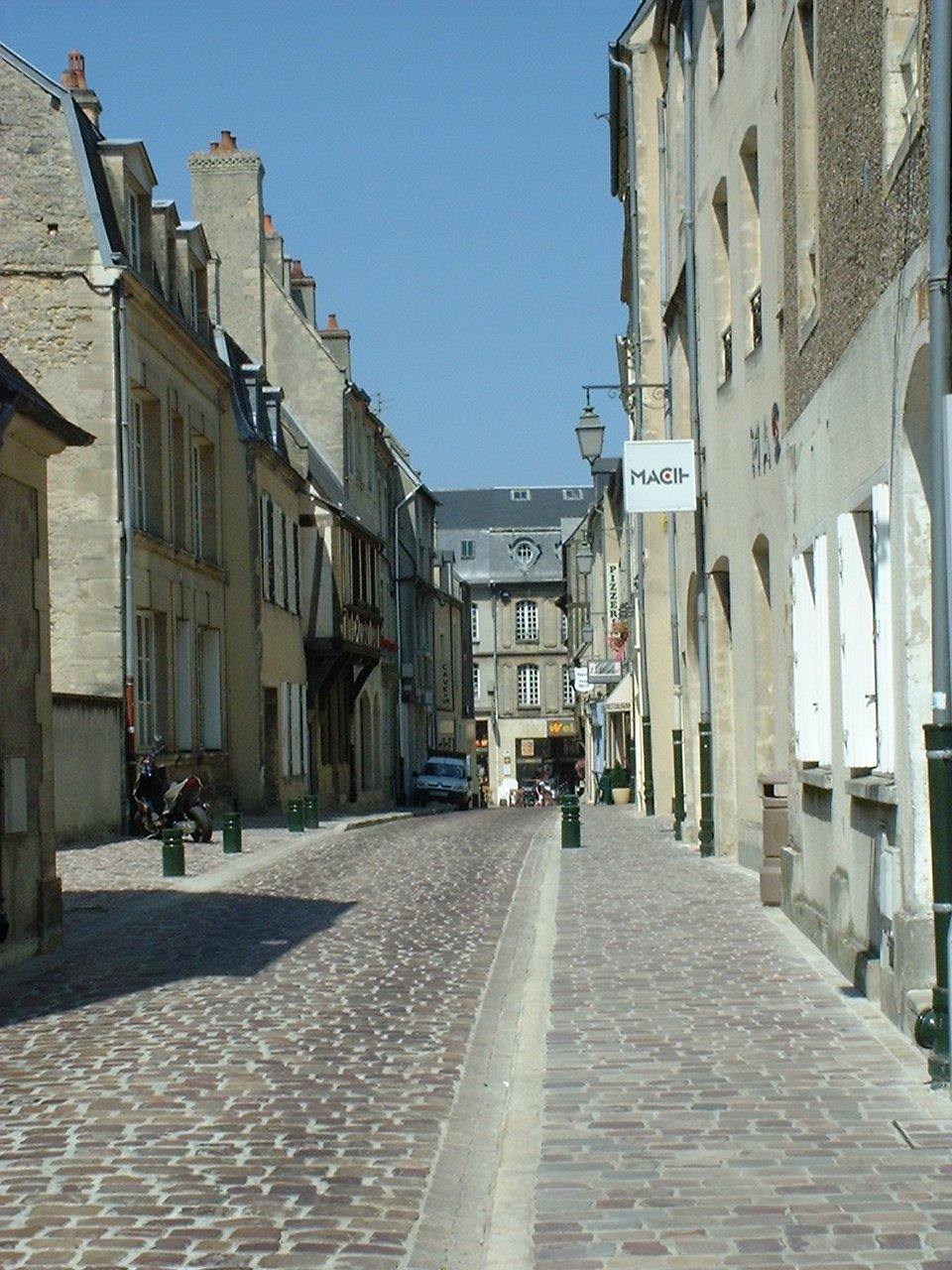
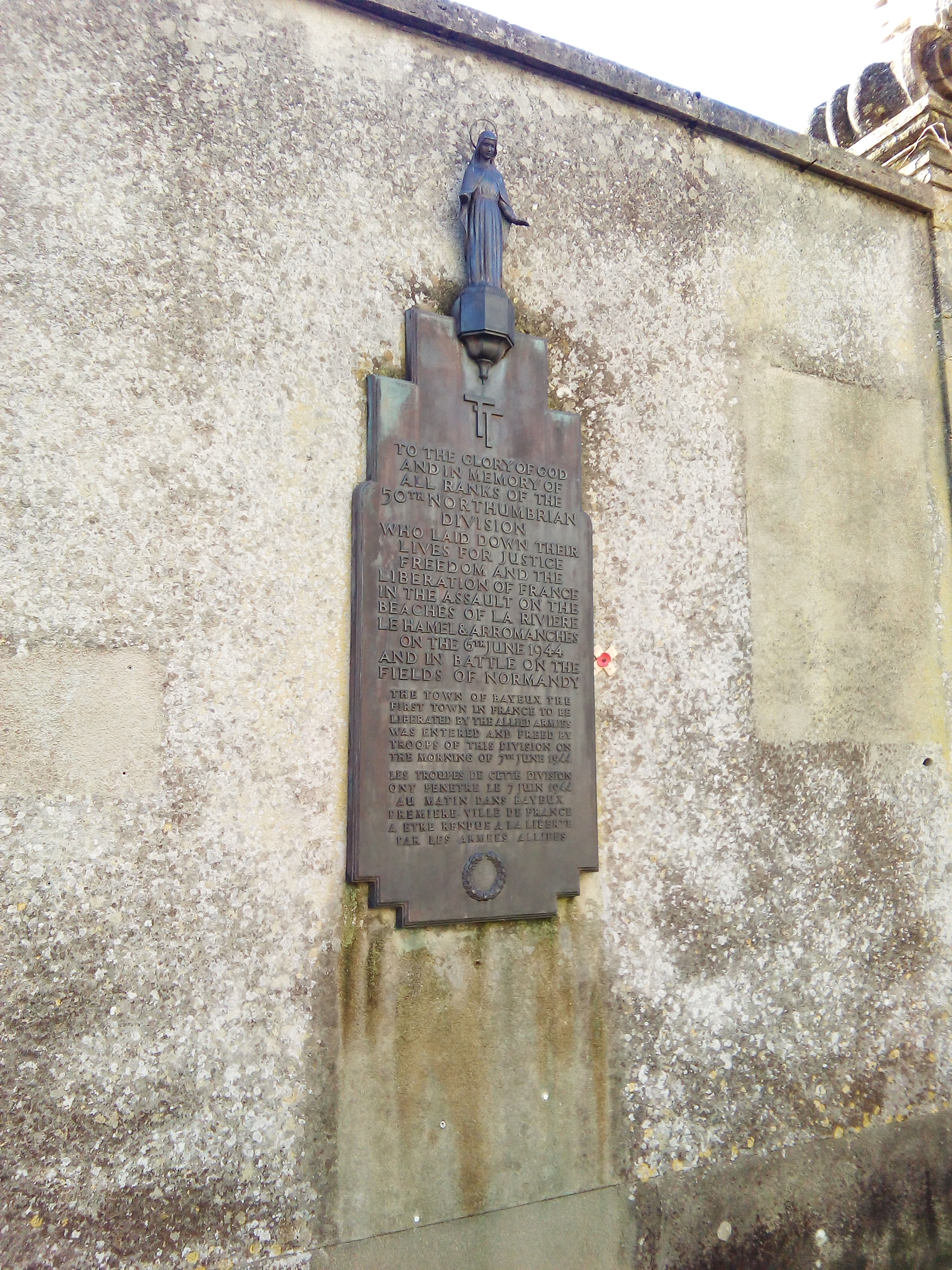

## توأمة
لبياوش اتفاقيات توأمة مع كل من:
- دورشيستر (دورست)
- لوبيكه
- Chojnice [الإنجليزية]‏
- آيندهوفن
- فيبورغ
- Sotome, Nagasaki [الإنجليزية]‏
- بافوسام

## أعلام
- هنري دوبونت
- روبرت لوفيفر
- بيير شارل لومونييه
- مارجوري نويل
- ألان شارتييه
- فريدريك ني
- روبير واس